# Michel Chabert
Michel Chabert, né en 1648 et mort le 1er juin 1711 à Toulon, est un officier de marine français des XVIIe et XVIIIe siècles. Il sert dans la Marine royale sous le règne de Louis XIV et participe aux principales campagnes conduites par Duquesne. Chevalier de Saint-Louis, il termine sa carrière au grade de chef d'escadre des armées navales du Roi. Il est le bisaïeul du chef d'escadre Chabert-Cogolin (1724-1805).

## Biographie

### Carrière dans la Marine royale

#### Missions en Méditerranée
En 1665, alors qu'il est lieutenant de vaisseau, il participe à l'expédition du duc de Beaufort contre les Algériens au port de la Goulette. II commande la chaloupe de l'amiral au combat gagné par le duc de Beaufort sur les corsaires d'Afrique sous la forteresse de Cherchell près d'Alger le 14 août. Le sieur Chabert, lieutenant du Dauphin, prend un vaisseau ennemi dans cette action.
En 1668, il commande le vaisseau qui transporte à Lisbonne le marquis de Montgaillard pour complimenter de la part du duc de Beaufort la reine de Portugal et dom Pedro pour leur mariage.

#### Guerre de Hollande (1672-1678)
Le 11 janvier 1675, il commande le vaisseau du Roi Le Fidèle dans l'escadre commandée par Abraham Duquesne lors du combat du duc de Vivonne contre une flotte espagnole au large de Messine. Plus tard la même année, il commande un des vaisseaux détachés par le maréchal de Vivonne pour aller canonner la tour d'Avalos qui était le principal édifice protégeant la ville d'Agosta. 
En 1676, il participe à la campagne de Sicile. Commandant Le Fier, il est blessé au combat gagné sur la flotte hollandaise de l'amiral Ruyter le 8 janvier près de Milazzo par Abraham Duquesne. Capitaine de vaisseau, il est grièvement blessé lors du combat d'Agosta qui a lieu le 11 avril, au cours duquel Ruyter est tué. Il commande à cette occasion Le Fier, de 60 canons, au sein de l'arrière-garde de la flotte française, conduite par Jean Gabaret.
Commandant à nouveau le vaisseau Le Fier au combat naval au large de Palerme, remporté le 1er juin 1676 par le maréchal de Vivonne sur la flotte combinée d'Espagne et de Hollande.
La paix revenue, il participe à la lutte contre les corsaire barbaresques en Méditerranée, sous les ordres d'Abraham Duquesne. Il se trouve à l'expédition par ce dernier et aux bombardements d'Alger les 30 août, 3 et 4 septembre 1682.

#### Guerre de la Ligue d'Augsbourg
En 1692, il est promu au grade de chef d'escadre
En 1693, il est fait chevalier de l'ordre royal et militaire de Saint-Louis lors de la création de cet ordre avec une pension de 2 000 livres.
Michel Chabert meurt le 1er juin 1711 à Toulon

### Sources et bibliographie

#### Ouvrages récents
- Michel Vergé-Franceschi, « Les Chabert, les Chabert-Cogolin, les Cuers-Cogolin, officiers toulonnais, cartographes et astronomes aux XVIIe et XVIIIe siècles », Cahiers du Centre d'Études et de Recherches sur les Migrations Atlantiques, Rochefort, no d'édition,‎ 2000
- Michel Vergé-Franceschi (dir.), Dictionnaire d'Histoire maritime, Paris, éditions Robert Laffont, coll. « Bouquins », 2002, 1508 p. (ISBN 2-221-08751-8 et 2-221-09744-0)
- Jean Meyer et Martine Acerra, Histoire de la marine française : des origines à nos jours, Rennes, Ouest-France, 1994, 427 p. [détail de l’édition] (ISBN 2-7373-1129-2, BNF 35734655)
- Rémi Monaque, Une histoire de la marine de guerre française, Paris, éditions Perrin, 2016, 526 p. (ISBN 978-2-262-03715-4)
- Étienne Taillemite, Dictionnaire des marins français, Paris, Tallandier, coll. « Dictionnaires », octobre 2002, 537 p. [détail de l’édition] (ISBN 978-2847340082)
- Lucien Bély (dir.), Dictionnaire Louis XIV, Paris, éditions Robert Laffont, coll. « Bouquins », 2015, 1405 p. (ISBN 978-2-221-12482-6)
- Guy Le Moing, Les 600 plus grandes batailles navales de l'Histoire, Rennes, Marines Éditions, 2011, 619 p. (ISBN 978-2-35743-077-8)

#### Ouvrages anciens
- Théophraste Renaudot, Gazette de France, Volume 1 sur Google Livres, page 83
- M. d'Aspect, Histoire de l'Ordre royal et militaire de Saint-Louis, vol. 3, Paris, chez la veuve Duchesne, 1780 (lire en ligne), p. 277
- Onésime Troude, Batailles navales de la France, t. 1, Paris, Challamel aîné, 1867-1868, 453 p. (lire en ligne)
- Charles La Roncière, Histoire de la Marine française : La Guerre de Trente Ans, Colbert, t. 5, Paris, Plon, 1920, 822 p. (lire en ligne)
- Charles La Roncière, Histoire de la Marine française : La crépuscule du Grand règne, l’apogée de la Guerre de Course, t. 6, Paris, Plon, 1932, 674 p. (lire en ligne)